# 특허심판원
특허심판원(特許審判院, Intellectual Property Trial and Appeal Board, 약칭: IPTAB)은 특허·실용신안에 관한 취소신청, 특허·실용신안·디자인·상표에 관한 심판과 재심 및 이에 관한 조사·연구 사무를 관장하는 대한민국 특허청의 소속기관이다. 1998년 3월 1일 발족하였으며, 대전광역시 서구 청사로 189에 위치하고 있다. 원장은 고위공무원단 가등급에 속하는 일반직공무원으로 보한다.

## 설치 근거
- 「특허법」 제132조의16제1항[3]
- 「특허청과 그 소속기관 직제」 제2조제1항[4]

## 직무
- 심판제도에 관한 사항
- 특허·실용신안·디자인 및 상표에 관한 심판
- 그 밖에 특허·실용신안·디자인 및 상표에 관한 심판에 관련된 사무

## 연혁
- 1949년 5월 23일: 특허국에 심판과를 설치하여 심판소 및 항고심판소의 사무를 관장.[5]
- 1966년 2월 17일: 심판과를 폐지하고 심사장·심판장을 설치.[6]
- 1973년 1월 16일: 심사부·심판부로 개편.[7]
- 1977년 3월 12일: 특허청 소속 심판소·항고심판소로 개편.[8]
- 1998년 3월 1일: 소속기관인 특허심판원으로 개편.[9]

## 조직

### 원장
- 심판장[10][11]
- 심판관[12][13]
- 심판정책과[14]
- 송무팀[15]

## 같이 보기
- 특허청
- 특허법원
- 중앙해양안전심판원
- 조세심판원
- 국민권익위원회
- 소청심사위원회
- 고등군사법원, 보통군사법원